# Gisela Köhler
Gisela Köhler-Birkemeyer (Monti Metalliferi, 22 dicembre 1931 – Berlino, 26 marzo 2024) è stata un'ostacolista e velocista tedesca.

## Biografia
Nel 1955 fu la prima donna tedesca a correre gli 80 metri piani in meno di 11 secondi. Nel 1956 prese parte ai Giochi olimpici di Melbourne conquistando la medaglia d'argento negli 80 metri piani e posizionandosi sesta nei 200 metri piani e nella staffetta 4×100 metri; gareggiò anche nei 100 metri piani, fermandosi però alla semifinale.
Fu medaglia di bronzo negli 80 metri ostacoli ai campionati europei di atletica leggera 1958 e nel 1960 tornò alle Olimpiadi. A Roma 1960 vinse la sua seconda medaglia olimpica: un bronzo negli 80 metri ostacoli. Fu eliminata, invece, in semifinale nei 200 metri piani e in fase di qualificazione nei 100 metri piani.
Oltre ai risultati olimpici e continentali, Köhler fu anche quaranta volte campionessa nazionale in diverse specialità dell'atletica leggera. In carriera fece registrare nove record del mondo in tre diverse specialità (80 metri ostacoli, staffetta 4×100 metri e staffetta 4×200 metri).
Nel 1957 sposò Heinz Birkemeyer, uno dei più importanti dirigenti sportivi tedeschi, e dal 1960 cambiò il suo nome in Gisela Birkemeyer. Nel 1959 fu eletta sportiva dell'anno nella Repubblica Democratica Tedesca.

## Record nazionali
- 80 metri piani (1955)
- 80 metri ostacoli: 10"5  ( Lipsia, 24 luglio 1960)
- Staffetta 4×100 metri: 
  - 45"2  ( Erfurt, 12 agosto 1956)
  - 45"1  ( Dresda, 30 settembre 1956)
  - 45"07  ( Melbourne, 1º dicembre 1956)
- Staffetta 4×200 metri  (1958)

## Palmarès
| Anno | Manifestazione  | Sede      | Evento            | Risultato     | Prestazione | Note |
| ---- | --------------- | --------- | ----------------- | ------------- | ----------- | ---- |
| 1956 | Giochi olimpici | Melbourne | 100 m             | elim. semif.  | 12"07       |      |
| 1956 | Giochi olimpici | Melbourne | 200 m             | 6ª            | 24"68       |      |
| 1956 | Giochi olimpici | Melbourne | 80 m hs           | Argento       | 11"2        |      |
| 1956 | Giochi olimpici | Melbourne | Staffetta 4×100 m | 6ª            | 47"29       |      |
| 1958 | Europei         | Stoccolma | 80 m hs           | Bronzo        | 11"0        |      |
| 1960 | Giochi olimpici | Roma      | 100 m             | elim. qualif. | 12"26       |      |
| 1960 | Giochi olimpici | Roma      | 200 m             | elim. semif.  | 25"05       |      |
| 1960 | Giochi olimpici | Roma      | 80 m hs           | Bronzo        | 11"13       |      |

## Campionati nazionali
- 40 volte campionessa nazionale assoluta (dal 1951 al 1964)